# Poppi
Poppi je italská obec v provincii Arezzo v oblasti Toskánsko.
V roce 2012 zde žilo 6 200 obyvatel.

## Sousední obce
Bagno di Romagna (FC), Bibbiena, Castel Focognano, Castel San Niccolò, Chiusi della Verna, Ortignano Raggiolo, Pratovecchio Stia

## Vývoj počtu obyvatel
Zdroj: 